# Harvard (Nebraska)
Harvard ist eine Stadt (City) im Clay County im Süden von Nebraska, Vereinigte Staaten. Das U.S. Census Bureau hat bei der Volkszählung 2020 eine Einwohnerzahl von 951 ermittelt.

## Geschichte
Harvard wurde 1871 gegründet, nachdem die Chicago, Burlington and Quincy Railroad ihr Streckennetz nach Westen ausbaut hatte. Der Ort wurde durch die Bahngesellschaft vermutlich nach der Harvard University benannt. Das erste Gebäude war eine Bahnstation im selben Jahr. Im Winter 1872–73 öffnete die erste Schule.

## Geografie
Die Stadt liegt zwischen Saronville im Osten und Clay Center im Süden. Die nächstgelegenen größeren Städte sind Hastings (24 km westlich) und Grand Island (53 km nordwestlich).

## Verkehr
Der Ort ist vom Norden über die Interstate 80 und vom Süden über den U.S. Highway 6 zu erreichen.
Der nächstgelegene Flugplatz ist der Hastings Municipal Airport. Im Nordosten des Ortes gibt es auch den Harvard State Airport, dort gibt es aber keine Fluglinien.